# KVV Laarne-Kalken

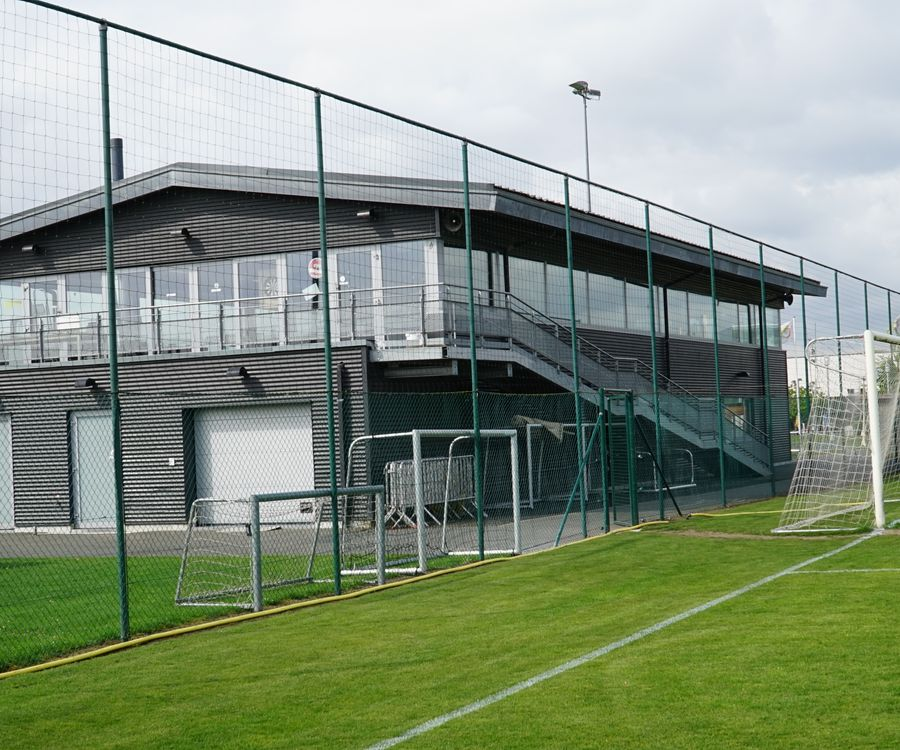
Kantine Kvv Laarne-Kalken

KVV Laarne-Kalken is een Belgische voetbalclub uit Laarne. De club is bij de KBVB aangesloten met stamnummer 4949 en heeft geel, rood en wit als kleuren.

## Geschiedenis
De club sloot zich als FC Eendracht Laarne in 1948 aan bij de Belgische Voetbalbond. Laarne bleef er in de provinciale reeksen spelen.
Eind december 2006 startte de club gesprekken met het naburige SK Kalken, een jongere club die bij de KBVB was aangesloten met stamnummer 8595, en op dat moment net als Laarne in Derde Provinciale speelde. KFC Eendracht Laarne moest eind april 2007, na afloop van de competitie, zijn terreinen verlaten omdat die door de eigenaars werden verkocht, en ook SK Kalken kampte met infrastructuurproblemen, omdat hun accommodatie zonevreemd was. Laarne zou verhuizen naar nieuwe gemeentelijke terreinen bij de sporthal en ook Kalken wou deze terreinen gebruiken. 
Uiteindelijk kwam het in 2007 tot een fusie tussen beide clubs. De club zou als KVV Laarne-Kalken verder spelen met stamnummer 4949 van Laarne. Stamnummer 8595 werd geschrapt. De rood-gele clubkleuren van Laarne en de wit-gele kleuren van Kalken werden gecombineerd tot de clubkleuren geel, rood en wit. De club bleef actief in Derde Provinciale.
In 2009 werd de fusieclub winnaar van zijn reeks en promoveerde zo naar Tweede Provinciale. Na drie seizoenen werd ook daar de titel behaald en zo stootte KVV Laarne-Kalken in 2012 door naar Eerste Provinciale.

## Stadion Veldmeers
Stadion Veldmeers is het thuisstadion van de Belgische voetbalclub KVV Laarne-Kalken, gelegen aan de Leeweg 23 in Laarne. Het stadion werd gebouwd na de fusie van FC Eendracht Laarne en SK Kalken in 2007 en dient als vaste speelplaats voor de eerste ploeg en jeugdteams van de club.

#### Faciliteiten
Het stadion beschikt over een hoofdterrein met een moderne grasmat, geschikt voor competitiewedstrijden in de provinciale reeksen. Rond het hoofdveld bevinden zich staantribunes en enkele zitplaatsen voor toeschouwers. Daarnaast zijn er meerdere trainingsvelden, die zowel door de eerste ploeg als door de jeugdacademie worden gebruikt.

#### Kantine
De kantine van Stadion Veldmeers is het sociale hart van de club. Het gebouw biedt een ruime cafetaria met zicht op het hoofdveld en een terras voor supporters. Hier worden zowel op wedstrijddagen als bij andere clubactiviteiten consumpties aangeboden. De kantine wordt ook gebruikt voor evenementen, zoals clubfeesten en vergaderingen.

#### Kleedkamers en infrastructuur
Het complex omvat moderne kleedkamers, uitgerust met sanitaire voorzieningen en een kleine fitnessruimte. Zowel de spelers van KVV Laarne-Kalken als bezoekende teams maken gebruik van deze faciliteiten. Daarnaast beschikt het stadion over een scheidsrechtersruimte en een materiaalruimte voor trainingsuitrusting.

## Jeugdopleiding
KVV Laarne-Kalken heeft een uitgebreide jeugdwerking waar jonge spelers van verschillende leeftijden de kans krijgen om zich te ontwikkelen. De club zet sterk in op technische vaardigheden, teamspel en sportiviteit. De jeugdploegen nemen deel aan regionale en provinciale competities, en worden begeleid door ervaren trainers.
Naast voetbal organiseert de club jeugdtoernooien, stages en activiteiten om jonge spelers extra kansen te geven om hun talent te ontwikkelen en plezier te beleven aan de sport. KVV Laarne-Kalken staat bekend als een warme en toegankelijke club waar zowel recreatieve als ambitieuze jeugdspelers zich kunnen ontplooien.
De club heeft ook enkele veelbelovende talenten die al op jonge leeftijd doorstromen naar hogere jeugdteams en zelfs de eerste ploeg, zoals: 
- Blancquaert Tibo
- Ghyselinck Victor
- Saegerman Yorben
- Van Hoecke Jack